# あらきあきら
あらき あきら（1月23日 - ）は、日本の漫画家。男性。大阪府在住。主に成人向け漫画を描いている。

## 略歴
ロリコン系作品を主としている。同人サークル「ししゃもハウス」を主宰している。妻は漫画家のあらきかなお。

## 作品リスト
1. 『まりな白書』 （1988年4月、三和出版〈サンワコミックス〉）
2. 『てにおえないッ』 （1994年11月初版発行、一水社〈いずみコミックス〉、ISBN 4-87076-067-3）
3. 『すぃーとちょっと』 （1995年11月発売、一水社〈いずみコミックス〉、ISBN 4-87076-218-8）
4. 『抱っこがだいすき』 （1997年4月発売、一水社〈いずみコミックス〉、ISBN 4-87076-294-3）
5. 『ソフトにハードに』 （1997年8月発売、海王社〈海王社コミックス〉、ISBN 4-87724-215-5）
6. 『いけないおねだり』 （1998年6月発売、海王社〈海王社コミックス〉、ISBN 4-87724-224-4）
7. 『Half&Half』 （1999年6月発売、海王社〈海王社コミックス〉、ISBN 4-87724-238-4）
8. 『たのしいあそび』 （2000年12月18日発売[3]、コスミックインターナショナル〈キュンコミックス〉、ISBN 4-7747-0133-5）
9. 『うさぎカフェ』 （2001年1月30日発売[3]、海王社〈コミックウィンクルシリーズ〉、ISBN 4-87724-258-9）
10. 『気まぐれラブハート1』 （2001年7月16日発売[3]、コスミックインターナショナル〈キュンコミックス〉、ISBN 4-7747-0141-6）
11. 『気まぐれラブハート2』 （2002年4月18日発売[3]、コスミックインターナショナル〈キュンコミックス〉、ISBN 4-7747-0147-5）
12. 『裸の人形』 （2003年1月11日発行[4]〈同日発売[3]〉、茜新社〈TENMA COMICS〉、ISBN 4-87182-554-X）
13. 『夜に会えたら』 （2003年11月20日発行[5]〈同日発売[3]〉、茜新社〈TENMA COMICS〉、ISBN 4-87182-620-1）
14. 『おとなになりたい』 （2003年12月20日発売[3]、ヒット出版社〈セラフィンコミックス〉、ISBN 4-89465-248-X）
15. 『えっちなウワサ』 （2005年7月20日発売[3]、ヒット出版社〈セラフィンコミックス〉、ISBN 4-89465-306-0）
16. 『Mの誘惑』 （2007年8月10日発売[3]、ヒット出版社〈セラフィンコミックス〉、ISBN 978-4-89465-365-8）
17. 『わるい子』 （2007年11月30日発行[6]〈2007年11月発売〉、茜新社〈TENMA COMICS〉、ISBN 978-4-87182-955-7）